# Adam Lux

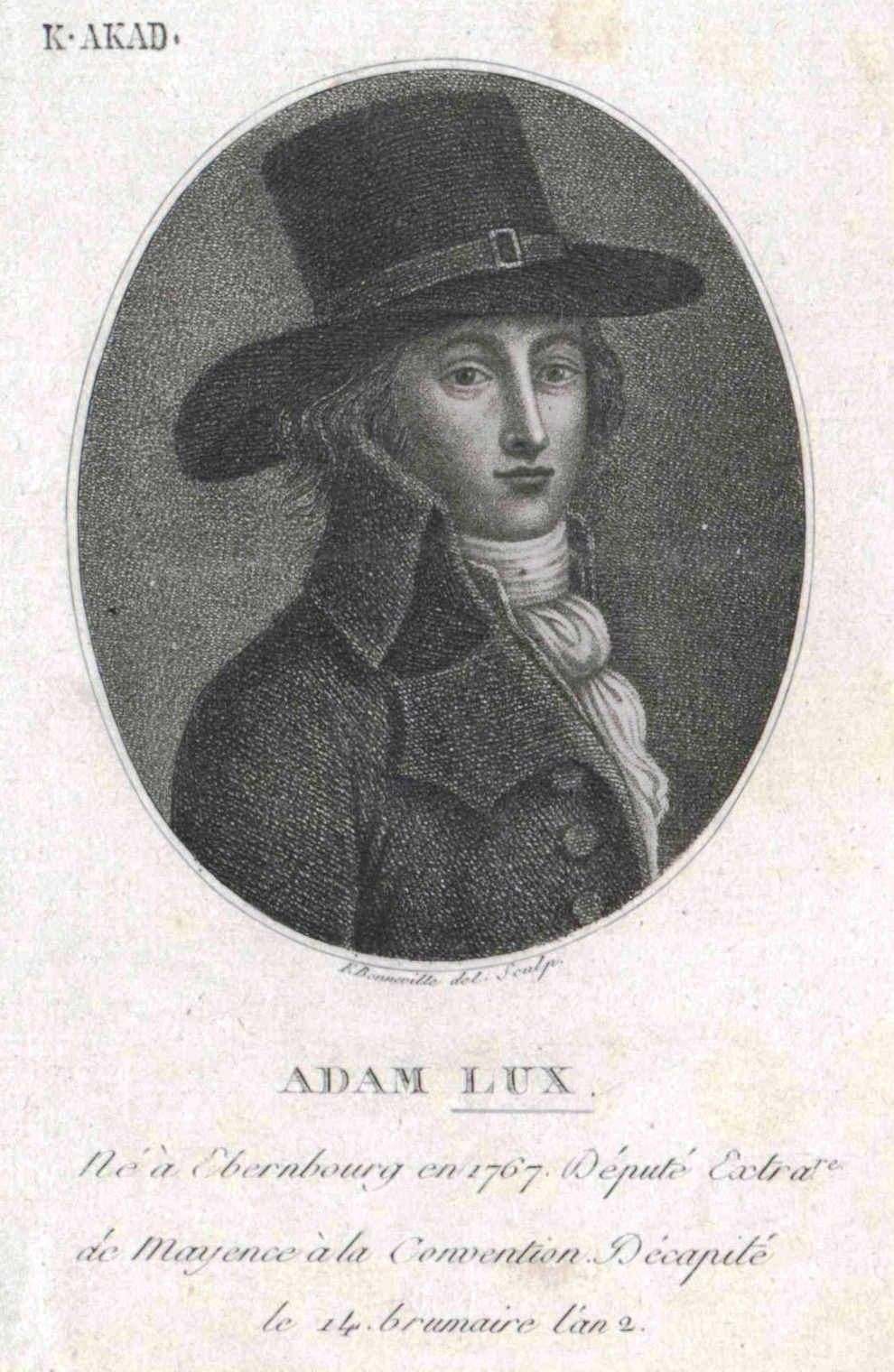
Adam Lux, Grafik von François Bonneville

Adam Lux (* 27. Dezember 1765 in Obernburg am Main; † 4. November 1793 in Paris) war ein deutscher Revolutionär und Sympathisant der Französischen Revolution.

## Leben
Adam Lux stammte aus einfachen Verhältnissen, jedoch wurde ihm ein Studium an der Universität Mainz ermöglicht. Bereits mit 18 Jahren promovierte er bei dem Philosophen und Naturrechtler Johann Heinrich Vogt mit einer These über den Enthusiasmus („De enthusiasmo“).
Er fand eine Anstellung als Hauslehrer bei der großbürgerlichen Mainzer Kaufmannsfamilie Dumont, in die er einheiratete. Das Paar erwarb die historische Donnermühle, ein landwirtschaftliches Anwesen in dem rechtsrheinischen Kostheim bei Mainz, bewirtschaftete Acker- und Weinbergsflächen und lebte ein eher zurückgezogenes Leben, sich mit dem Studium vor allem der Schriften Rousseaus beschäftigend. Er unterhielt jedoch weiterhin Kontakte zur Residenzstadt Mainz, so mit Nicolaus Vogt, Georg Christian Gottlieb Wedekind, Johann Georg Reuter und anderen.
Er begeisterte sich für die Ideen der in Frankreich ausbrechenden Revolution und begrüßte den Einmarsch der republikanischen Armee in Mainz am 22. Oktober 1792. Die Revolutionierung von Kostheim mit der Errichtung eines Freiheitsbaums war seine erste politische Tätigkeit. Kurz darauf zog die Familie nach Mainz. Er trat dem Mainzer Jakobinerklub („Gesellschaft der Freunde der Freiheit und Gleichheit“) bei und wurde Mitglied des „Korrespondenzkomitees“, seine zurückhaltende Persönlichkeit strebte jedoch nicht nach einer führenden Rolle. Er wurde am 24. Februar 1793 in den Rheinisch-Deutschen Nationalkonvent, die gesetzgebende Körperschaft der nach französischem Vorbild gegründeten Mainzer Republik, gewählt.
Am 21. März 1793 entsandte der Konvent Adam Lux gemeinsam mit dem Naturforscher und Schriftsteller Georg Forster und dem Kaufmann Potocki nach Paris, um von französischer Seite die Einwilligung zu dem geplanten Anschluss zu erhalten. Auf ihrer Reise wurden sie von Konventskommissar Nicolas Haussmann begleitet. Die gewünschte Einwilligung erfolgte bereits am 30. März, einen Tag nach ihrer Ankunft. Die Rückreise der Delegation wurde jedoch durch die Einschließung von Mainz durch Truppen der Ersten Koalition verhindert; die Abgeordneten mussten notgedrungen in Paris bleiben. Die folgende Beschreibung basiert auf dem Bericht seines Freundes Johann Georg Kerner.
Die Mainzer Delegation traf in Paris zur Zeit des Höhepunktes der Kämpfe zwischen der Bergpartei und den Girondisten ein. Bereits in Mainz war Lux mit führenden Girondisten bekannt. Überzeugt, dass nur diese Partei eine auf Gesetz und Ordnung gegründete Freiheit vertrat und überzeugt von der Gefahr, die der Republik und der Freiheit von ihrem Untergang drohte, fasste er im Mai den Entschluss, sich öffentlich in der Nationalversammlung den Dolch in die Brust zu stoßen; nur der Widerspruch seiner Freunde konnten ihn davon abhalten.
Durch Zufall wurde Lux Zeuge der Hinrichtung Charlotte Cordays am 17. Juli 1793. Tief ergriffen und seinem Gewissen folgend, der Wahrheit und der Bürgerpflicht ein Opfer bringen zu müssen, verfasste er eine Schrift, in der er Corday als Heldin pries. Bereits in einer Schrift vom 13. Juli, dem gleichen Tag, an dem Corday den radikalen Jakobiner Marat ermordete, um – in Kerners Worten – „die Freiheit zu rächen“, hatte er die Bergpartei als Verräter der Republik angegriffen, wohl wissend, dass er mit beiden Schriften sein Schicksal, auf dem Schafott zu sterben, besiegelte. Wie erwartet wurde er verhaftet und vor den Sicherheitsausschuss des Nationalkonvents geführt. Einen Versuch Wedekinds, ihn zu retten, indem er seine Handlung der Liebe für Charlotte Corday zuschrieb, die ihm den Kopf verrückt hätte, wies er unwillig zurück. Im Gefängnis wurden seine Ruhe und sein Mut von den Mitgefangenen und, nach Kerner, sogar von den Gefängniswärtern bewundert. Kerner schreibt: „Er bestieg das Schafott wie eine Rednerbühne.“
Das Schicksal dieses deutschen Revolutionärs fand ein literarisches Echo. Jean Paul schrieb: „Er starb rein und groß zugleich. ... Und kein Deutscher vergesse ihn!“. Im Zusammenhang mit der 200-Jahr-Feier der Französischen Revolution wurde das Fragment eines Bühnenstücks von Stefan Zweig aufgefunden, das Adam Lux’ Leben in Bildern darstellt.